# Galage
Die Galage ist ein kleiner Fluss in Frankreich, der in der Region Okzitanien verläuft. Sie entspringt im nordwestlichen Gemeindegebiet von Pamiers, beim Quartier Beaumont, entwässert generell Richtung Nordnordwest und mündet nach rund 19 Kilometern an der Gemeindegrenze von Saverdun und Cintegabelle als rechter Nebenfluss in die Ariège. 
Auf ihrem Weg durchquert die Galage das Département Ariège und berührt im Mündungsabschnitt auf einer kurzen Strecke auch das Département Haute-Garonne. In ihrem Mittelteil unterquert sie die Autobahn A66.

## Orte am Fluss
(Reihenfolge in Fließrichtung)
- Villeneuve-du-Paréage
- Montaut
- Vernou, Gemeinde Montaut
- Artenac-le-Bas, Gemeinde Saverdun